# Phyllotreta chalybeipennis
Phyllotreta chalybeipennis är en skalbaggsart som först beskrevs av George Robert Crotch 1873.  Phyllotreta chalybeipennis ingår i släktet Phyllotreta och familjen bladbaggar. Inga underarter finns listade i Catalogue of Life.